# Recinto La Firma
La Firma fue un inmueble ocupado por el Comando Conjunto, una organización de la dictadura militar chilena que tuvo como objetivo la represión de opositores al Régimen.

## Centro de detención
Hasta el 11 de septiembre de 1973, en el edificio 229 de la calle Dieciocho era ocupado por el diario El Clarín. El día del golpe militar, el inmueble fue allanado por las nuevas autoridades quienes lo requisaron. Primero se instalaron Carabineros luego este inmueble en 1976 fue ocupado por el Comando Conjunto.
El Informe Rettig denunció que este lugar fue un recinto de detención de prisioneros, como luego de ejecución como desaparición de presos políticos:

“en este segundo inmueble se mantuvo detenidos, en secreto, a distintos presos del PC, entre ellos Carlos Contreras Maluje, Juan René Orellana, Luis Emilio Maturana, Juan Antonio Gianelli, quienes la Comisión cree fueron sacados de ese lugar para ser asesinados y enterrados clandestinamente en la Cuesta Barriga, y José Weibel Navarrete, quien posteriormente fue asesinado en el sector del Cajón del Maipo”.

En el Informe Valech, también se denunció que este recinto ocupado por el Comando Conjunto fue un lugar de prisión política y tortura, se incluyó a este inmueble en el listado de recintos de reclusión y tortura de la Región Metropolitana. El documento dio cuenta que: 

“Por los testimonios de los prisioneros políticos que allí estuvieron detenidos se pudo establecer que en el fondo de este patio había algunas celdas: al costado norte, dos piezas habilitadas como celdas, y por el costado sudoriente se encontraba la oficina de interrogatorios.”.

El exagente del Comando Conjunto Andrés Valenzuela Morales, alias Papudo, que declaró en 1985 ante la Revista Cauce y en la Vicaria de la Solidaridad, entregó información sobre su experiencia como agente miembro de esta agrupación que tuvo por objetivo la represión a opositores al Régimen Militar. En su declaración entregó el listado de recintos que ocupó el Comando Conjunto como Remo Cero en Colina, los recintos Nido 18 y Nido 20, sobre el recinto de la Firma, el exagente declaró que:

“En el verano de 1976 terminamos de operar en el recinto de Colina, lo que ocurrió seguramente a principios del mes de marzo; nos trasladamos a un recinto que le decían "la Firma", que- queda ubicado casi frente donde esté el SIAl. Y era un edificio del Diario El Clarín, ubicado en la calle Dieciocho de Santiago. Hoy ocupa ese lugar el DICOMCAR, y allí trabaja "el Lolo", que ya he dicho que es un capitán de Carabineros de apellido (NN), y en ese lugar se han efectuado los interrogatorios a la gente detenida en Pudahuel en las últimas semanas. Esto lo conozco porque, para un operativo en que se detuvo a alrededor de 200 personas en una noche, el "Lolo" pidió apoyo a mis servicios y allí me pude enterar de que aquel recinto que yo conocí como "la Firma" es usado por DICOMCAR”.

Luego del cierre del Comando Conjunto, este recinto fue ocupado por la Dirección de Inteligencia de Carabineros (DICOMCAR).

## Sitio de Memoria
Este recinto no ha sido declarado por el Estado como Monumento histórico, para que sea recuperado como Sitio de Memoria.